# Забельский доминиканский коллегиум
Забельский доминиканский коллегиум — образовательное учреждение в фольварке Забелы около деревни Волынцы, сегодня в Верхнедвинском районе Витебской области Белоруссии, при доминиканском монастыре Св. Георгия, которое существовало в 1716—1838 годах. Основан на средства помещика Георгия Щита.
При коллегиуме действовал Забельский школьный театр, в котором работал К. Марашевский, автор знаменитой «Комедии».

## История

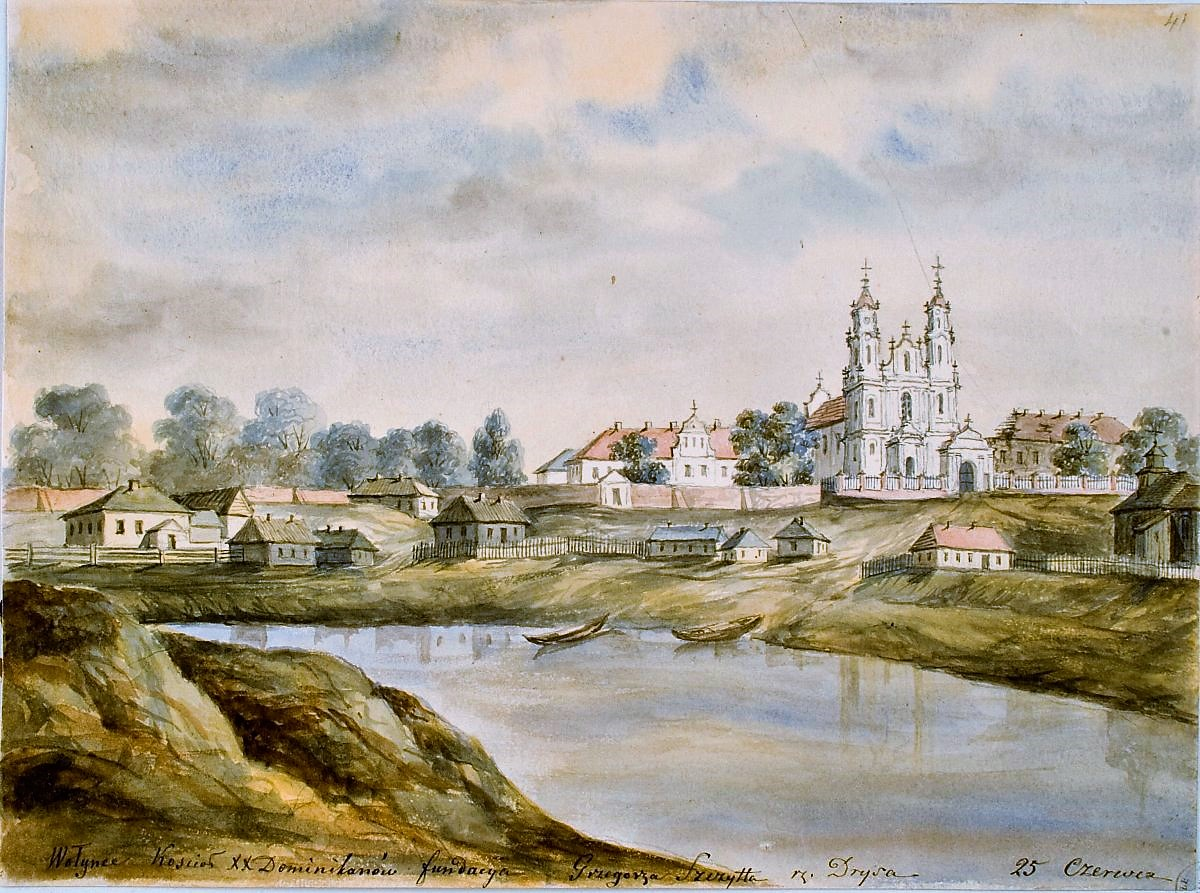
Костел и монастырь доминиканцев. Н. Орда, XIX в.

В 1787 коллегиуму принаждежало 5 фольварков (550 дворов, 2575 мужских душ, с доходом 2547 руб. ежегодно), кроме того, монахи получали ежегодно ещё 30 руб. (проценты с капитала) и 75 руб. (церковные доходы).
В 1803 был превращен в уездное училище в составе Виленского учебного округа, в 1811 — в гимназию. У 1821 от забельских преподавателей в Министерство народного просвещения России поступило предложение создать на базе гимназии академию с тремя факультетами, но попытка оказалась безуспешной.
Коллектив преподавателей был немногочисленным. В 1802 году здесь работало только шесть преподавателей и восемьдесят учащихся.
При коллегиуме действовал первый в Восточной Европе школьный театр. Преподаватели Михал Тетерский (автор пьес «Доктор по принуждению», «Фемистокл», «Комедия», «Брак, поставленный вверх ногами штучками арлекино» и либретто оперетты «Аполлон-законодатель, или Реформированный Парнас»), Игнатий Юревич (автор пьес «Крез» і «Пышногольский») и др. были авторами сценических диалогов и произведений различных литературных жанров.

## Известные выпускники
- Артем Вериго-Доревский (1816—1884) — поэт, драматург, один из начинателей новой белорусской литературы;
- Константин Тышкевич (1806—1868) — археолог, историк, этнограф, фольклорист.